# NGC 3014
NGC 3014 је спирална галаксија у сазвежђу Секстант која се налази на NGC листи објеката дубоког неба.
Деклинација објекта је - 4° 44' 34" а ректасцензија 9h 49m 7,8s. Привидна величина (магнитуда) објекта NGC 3014 износи 14,0 а фотографска магнитуда 14,8. NGC 3014 је још познат и под ознакама MCG -1-25-43, PGC 28222.